# Essay on War (Nathaniel Bloomfield)
Essay on War – poemat angielskiego poety Nathaniela Bloomfielda, starszego brata Roberta Bloomfielda, opublikowany w tomie An Essay on War, in Blank Verse; Honington Green, a Ballad; The Culprit ... and Other Poems wydanym w 1803. Utwór został napisany wierszem białym, w angielskiej literaturze przedmiotu nazywanym blank verse, czyli nierymowanym pentametrem jambicznym, to znaczy sylabotonicznym dziesięciozgłoskowcem, w którym akcenty metryczne padają na parzyste sylaby wersu (co oznacza się sSsSsSsSsS albo x ' x ' x ' x ' x ').

Man's sad necessity, destructive War,
Sweeps to the grave the surplus of his sons,
Where'er the kindly clime and soil invite
To Love; and multiply the Human Race.
Around the World, in every happier spot
Where Earth spontaneous gives nutritious fruits.
Her softest verdure courting human feet,
And mossy grot's, beneath protecting shades,
The Stranger's envy, the Possessor's pride;
There, as increasing numbers throng each bower.
Frequent and fatal rivalships arise;
And ruthless War erects his hideous crest.